# Giovanni Bottesini
Giovanni Bottesini (n. 22 decembrie 1821, Crema, Regatul Lombardia-Veneția, Imperiul Austriac – d. 7 iulie 1889, Parma, Italia) a fost compozitor, dirijor și contrabasist italian. A fost un virtuoz al instrumentului său, fiind supranumit "Paganini al contrabasului".

## Biografie
Născut în Crema, Lombardia, Bottesini a învățat bazele muzicii de la tatăl său, un clarinetist desăvârșit și compozitor, și de la o vârstă mică a interpretat la timpane în Crema cu Teatro Sociale înainte de a împlini vârsta de unsprezece ani. A studiat vioara cu Carlo Cogliati și ar fi continuat să studieze acest instrument dacă nu intervenea un fapt ieșit din comun. Tatăl său dorea să îl înscrie la Conservatorul din Milano dar, datorită situației financiare dificile a familiei Bottesini, Giovanni avea nevoie de bursă. Erau doar două posturi disponibile: contrabas și fagot. S-a pregătit pentru a obține bursă la contrabas în doar câteva săptămâni. A studiat cu Luigi Rossi, căruia îi va dedica mai târziu lucrarea Tre grandi duetti per contrabasso. Doar patru ani mai târziu, un timp surprinzător de scurt pentru standardele vremii, a părăsit Conservatorul cu un premiu de 300 de franci pentru interpretare solo. Acești bani i-au permis să cumpere un instrument fabricat de Carlo Antonio Testore.
După ce părăsit Milanul a petrecut o perioadă de timp în America și, de asemenea, a ocupat postul de contrabasist principal la Opera Italiană din Havana, unde mai târziu a devenit director. Aici a fost produsă prima sa operă, Cristoforo Colombo în 1847. În 1849 a făcut prima sa apariție la Londra unde a interpretat solouri de contrabas. După aceasta a făcut multe vizite în Anglia iar felul său extraordinar de a stăpâni instrumentul său masiv i-a creat o popularitate masivă în Londra și în provincii.
Pe lângă triumfurile sale în calitate de interpret, Bottesini a fost un dirijor de renume european și a fost dirijor la Théâtre des Italiens din Paris din 1855 până în 1857, unde a fost produsă a doua sa operă, L'Assedio di Firenze, în 1856. În 1861 și 1862 a dirijat la Palermo, unde a supravegheat montarea operei sale Marion Delorme în 1862 iar în 1863 la Barcelona. În 1871 a dirijat un sezon de opere italiene la teatrul Lyceum din Londra, unde a fost produsă opera sa Ali Babà, și a fost ales de Verdi pentru a dirija premiera operei sale Aida, care a avut loc la Cairo pe 27 decembrie 1871.
Când dirija operele Bottesini își aducea contrabasul pe scenă în timpul pauzelor pentru a interpreta fantezii. Lucia di Lammermoor, I puritani și Beatrice di Tenda sunt lucrări virtuoze care încă sunt populare în rândul celor care stăpânesc bine instrumentul.
Pe lângă operele enumerate până acum, Bottesini a mai compus încă trei opere: Il Diavolo della Notte (Milano, 1859); Vinciguerra (Paris, 1870) și Ero e Leandro (Torino, 1880). A compus și un oratoriu, Grădina Olivet (după un libret de Joseph Bennett), care a fost produs la Festivalul din Norwich în 1887, unsprezece cvartete de coarde, un cvintet pentru cvartet de coarde și contrabas și numeroase lucrări pentru contrabas, inclusiv două concerte pentru contrabas și orchestră, Gran Duo Concertante pentru doi contrabași, Passione Amorosa pentru doi contrabași și numeroase lucrări pentru contrabas și pian.
Cu puțin timp înainte de moartea sa Bottesini a fost numit directorul Conservatorului din Parma în 1888 la recomandarea lui Verdi. Un an mai târziu Bottesini a decedat pe 7 iulie. Lucrările sale rămân până astăzi un repertoriu standard pentru contrabasiștii desăvârșiți.

## Paganini al contrabasului

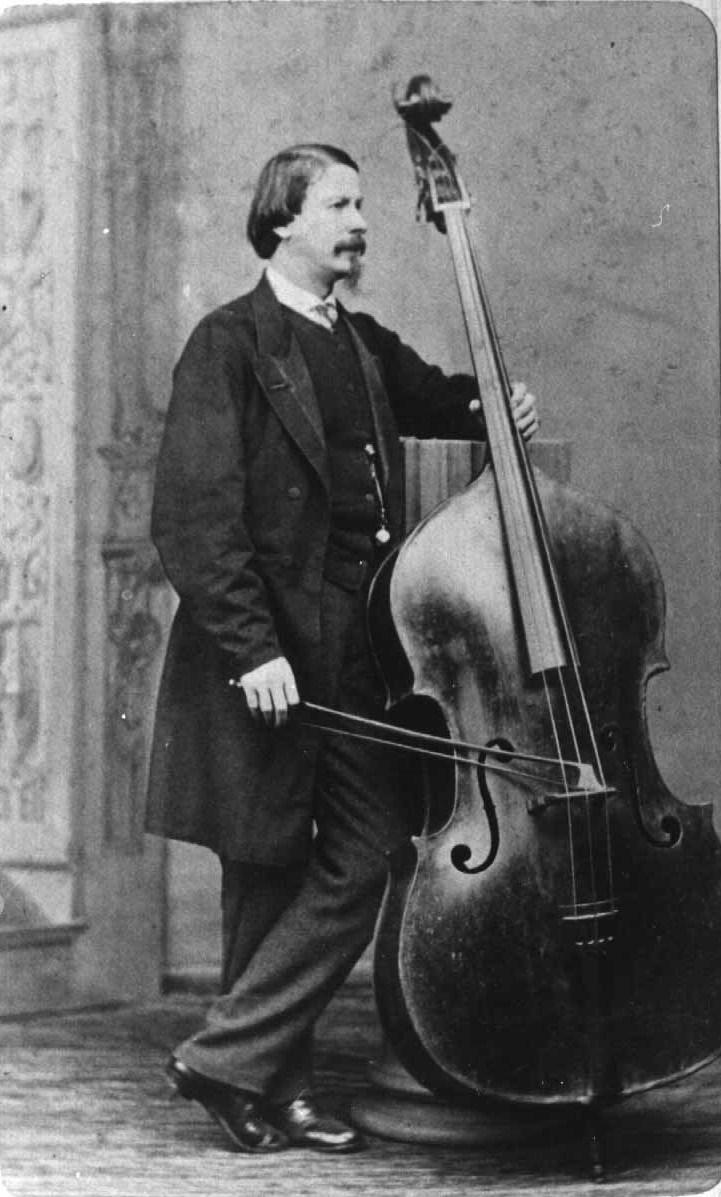
Bottesini şi contrabasul său Testore, c. 1865

Bottesini a fost foarte apreciat iar aptitudinile sale virtuoze la contrabas erau comparate cu cele ale lui Paganini la vioară. Datorită contribuțiilor lui Bottesini (împreună cu cele aduse de Sperger și Dragonetti) la tehnica contrabasului mulți au început să privească instrumentul ca fiind unul versatil și divers. Cel mai important, mulți contrabasiști contemporani se inspiră după acești trei muzicieni.
Se spune că instrumentul deținut de Bottesini era un instrument unic și cu un sunet remarcabil. A fost fabricat de Carlo Antonio Testore în 1716 și a fost deținut de câțiva contrabasiști necunoscuți. Bottesini a cumpărat instrumentul în 1838 pentru 900 de lire. Contrabasul Testore a fost convertit înapoi la un instrument cu patru corzi, apoi cu trei. În cele din urmă a fost convertit înapoi în configurația de patru corzi iar în prezent se află în posesia unui colecționar din Japonia.

## Principalele lucrări

### Lucrări pentru contrabas solo
- Adagio melanconico e appassionato
- Allegretto Capriccio "Alla Chopin"
- Allegro di Concerto "Alla Mendelssohn" (aka "Gran Allegro")
- Capriccio di Bravura
- Concertul nr. 1 în Fa diez minor pentru contrabas și orchestră (cunoscut și sub numele de "Concert pentru Studenți" în unele publicații)
- Concertul nr. 2 în Si minor pentru contrabas și orchestră
- Concerto di Bravura (numit și "Concertul nr. 3" în unele publicații)
- Gran Duo Concertante
- Elegia in re no. 1
- Elegia No. 2, "Romanza Drammatica"
- Elegia No. 3, "Romanza Patetica"
- Fantasia sulla "Beatrice di Tenda" di Bellini
- Fantasia sulla "Cerrito"
- Fantasia sulla "La Sonnambula" di Bellini
- Fantasia sulla "Norma" di Bellini
- Gran Duo Passione Amorosa per due contrabassi
- Introduzione e Bolero
- Introduzione e Gavotta
- Introduzione e Variazione di "Carnivale di Venezia" di Rossini
- Meditazione (Aria di Bach)
- Melodia No. 1
- Melodia No. 2
- Rêverie (inițial pentru violoncel și orchestră)
- Tarantella in la minore
- Tre gran due per contrabassi
- Variazione sulla "Nel cor più non mi sento" di Paisiello

### Opere
- Colón en Cuba (Cristoforo Colombo) – operă într-un act. Libret spaniol de Ramon de Palma. Teatrul Tacón din Havana, 31 ianuarie 1848. Pierdută.
- L'assedio di Firenze (1856)
- Il Diavolo della Notte (1858)
- Marion Delorme (1862)
- Un amour en Bavière
- Vinciguerra il bandito (1870)
- Alì Babà (1871)
- Ero e Leandro (1879)
- Cedar (1880)
- La regina del Nepal (1880)
- Nerina
- La figlia dell'angelo o Azäele
- Babele

### Muzică instrumentală fără contrabas
- Morceaux – Violă și pian
- Rêverie – Violă și pian
- Capriccio – Violoncel și pian
- Trei melodii - Violoncel și pian
- Rêverie – Violoncel și pian
- Cel puțin 11 cvartete de coarde
- Gran quintetto in do minore

### Alte lucrări de cameră
- Tutto il mondo serra – soprană, contrabas și pian
- Un Bacio solo – soprană, contrabas și pian
- Guardami ancor – soprană, contrabas și pian
- È il pianto del mio cor – soprană, contrabas și pian
- Canta Roberto! – soprană, contrabas și pian
- Retourner a la paix des champs – soprană, contrabas și pian
- Une bouche Aimée – soprană, contrabas și pian
- Duetto – clarinet, contrabas și pian